# Lumala Abdu
Lumala Abdu (nascido em 21 de julho de 1997) é um futebolista profissional ugandês que atua como atacante do clube egípcio Pyramids e da seleção nacional de Uganda.